# Christas mareridt
Christas mareridt er en dansk dokumentarfilm fra 2010, der er instrueret af Louise Detlefsen.

## Handling
Over internettet køber Christa Møllgaard-Hansen seks kjoler hos en pakistansk skrædder til sin butik på Lolland. Der går ikke længe, før hendes navn optræder på en liste hos CIA som mistænkt for at støtte terrorisme. Banken har standset betalingen, og Christas kamp for at få sit navn af listen begynder. Sammen med Hans Jørgen Bonnichsen, tidligere operativ chef i PET, går hun i gang med at efterforske sagen. Bonnichsen er kritisk over for den grænseløse overvågning, som terrorlovgivningen har åbnet for. Gigantiske mængder af data om alverdens borgere og deres adfærd hober sig op i amerikanske databaser, der vokser og vokser.